# Fanny Churberg
Fanny Churberg   (Vaasa, 12 de desembre de 1845 - Hèlsinki, 10 de maig de 1892) va ser una pintora paisatgista finlandesa.

## Biografia
El seu pare, Matias Churberg, era metge d'una família de pagesos i la seva mare Maria era filla del vicari de la parròquia de Liperi, Nils Johan Perander. Fanny era la tercera de set fills. Quatre dels seus germans van morir quan eren petits i, per tant, Fanny va créixer amb els seus dos germans grans Torsten i Waldemar Churberg. Fanny estava orgullosa de la seva família i herència d'Ostrobotnia i estava planejant, juntament amb els seus germans, canviar el cognom a Kuurila segons l'antic patrimoni de la família. No hi van arribar mai, però.
Quan la Fanny tenia dotze anys va morir la seva mare i va haver d'assumir gran part de la responsabilitat de ser la matrona de la casa. Més tard va ser enviada a una escola de noies a Porvoo, però va tornar a Vaasa quan tenia 17-18 anys. Quan tenia 20 anys el seu pare va morir. Fanny el va cuidar dia i nit durant els últims mesos de la seva vida. Després de la mort del seu pare, ella i els seus germans es van traslladar a Hèlsinki, on van viure amb la seva tia.

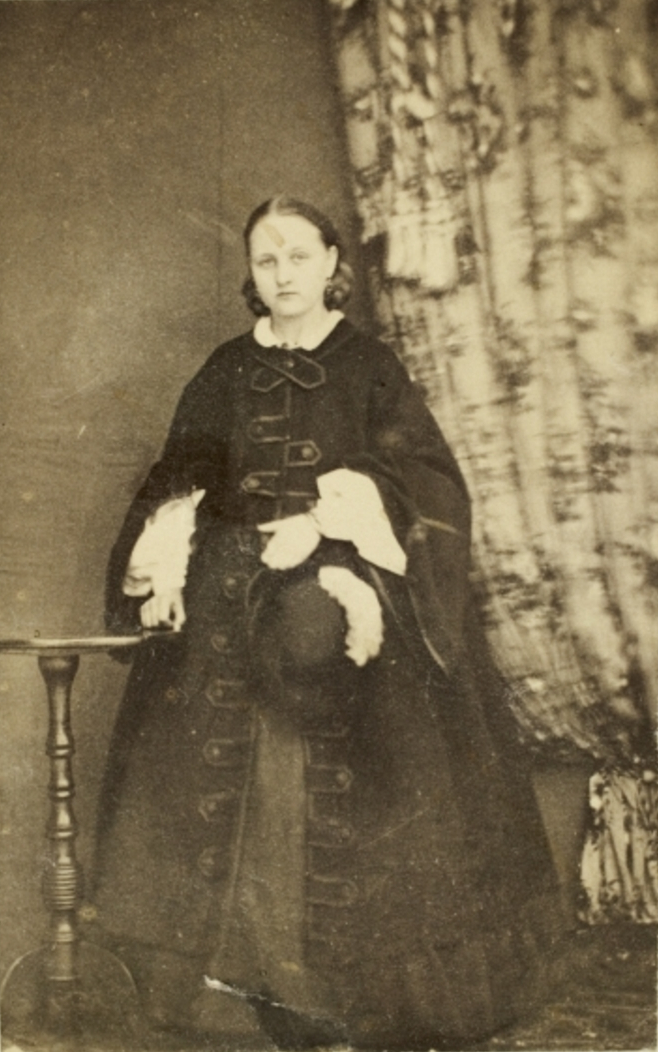
La jove Churberg a principis de la dècada de 1860

Va començar la seva formació artística a Hèlsinki el 1865 amb classes particulars d’Alexandra Frosterus-Såltin, Emma Gyldén i Berndt Lindholm. Els seus estudis van continuar a Düsseldorf, Alemanya, però sempre va tornar a Finlàndia per pintar durant l'estiu. També va ser una de les primeres pintores finlandeses a estudiar a París, França. Tot i que Churberg es va mantenir en gran part dins de les convencions de l'escola de pintura de Düsseldorf, va expressar obertament el seu entusiasme pel camp i les seves situacions dramàtiques, confiant sobretot en el color i una tècnica de pinzell ràpid per fer-ho. La qualitat de la seva obra era molt diferent de la dels seus contemporanis, igual que els seus temes, per exemple l'atmosfera tensa abans d'una tempesta al camp obert o el cor profund i pantanós del bosc. Churberg va fundar els Amics de l'artesania finlandesa el 1879. Va instar les dones finlandeses a unir-se a l'esforç dels Amics per reviure la pràctica tèxtil a Finlàndia.
La carrera de Fanny Churberg va acabar sobtadament el 1880. La seva salut era més feble i va tenir cura del seu germà Torsten que patia tuberculosi. La mort de Torsten el 1882 la va fer sentir molt sola i la seva voluntat de viure es va reduir, igual que la seva energia. L'altre germà Waldemar, amb qui ella solia estar molt a prop, s'havia casat el 1877. El motiu pel qual va acabar la seva carrera també podria haver estat les dures crítiques que havia rebut abans, però maig es va retirar completament dels cercles artístics. No obstant això, després de 1880 ja no va pintar, ni tan sols per a la seva pròpia diversió, però durant la seva carrera encara havia aconseguit produir més de 300 quadres.
Churberg es va incloure a l'exposició del 2018 Dones a París 1850-1900.

## Obres
- Fire-Fallow Landscape from Uusimaa, c. 1872[10]
- Shocks of Rye, 1876
- Forest Creek, 1877
- Landscape in Moonlight, 1878[11]
- Landscape in Moonlight, 1878
- A Rocky Shore in the Archipelago, 1878
- Migratory Birds, 1878
- Winter Landscape, Evening Atmosphere, 1880